# Hotaru Yamaguchi
Hotaru Yamaguchi (山口 蛍?, Yamaguchi Hotaru; Nabari, 6 ottobre 1990) è un calciatore giapponese, centrocampista del V-Varen Nagasaki.

## Caratteristiche tecniche
È un centrocampista centrale che ricopre principalmente il ruolo di mediano, ma essendo tatticamente molto duttile, può essere schierato anche come esterno destro di centrocampo (ruolo che ha interpretato nel 2011 al Cerezo Osaka con l’allenatore Levir Culpi).
Abile tecnicamente nel mantenere il possesso palla e nel dare sostegno ai difensori, è in grado di effettuare numerosissimi passaggi, sia lunghi che corti, molto precisi per ogni partita giocata.
Sebbene non sia un calciatore prolifico, ha sempre mostrato un alto livello di intelligenza tattica nel suo gioco.

## Carriera

### Club

#### Cerezo Osaka ed Hannover 96
Cresce nel settore giovanile del Cerezo Osaka, con cui nel 2009 gioca 3 partite in J2 League e la squadra si classificherà seconda ottenendo la promozione in prima divisione, la J1 League. Il 28 agosto 2011 segna il suo primo gol aprendo le marcature nella vittoria per 3-1 contro l'Urawa Red. Nel 2013 segna sei reti in campionato, ad esempio segnando il gol del 2-1 vincendo contro il Ventforet Kofu, e con una sua rete la squadra batterà di misura per 1-0 il FC Tokyo, segnerà dei gol anche nelle vittorie per 4-1 ai danni del Sagan Tosu e per 3-0 contro lo Shonan Bellmare e con un tiro calciato di punizione segnerà una rete anche nella vittoria per 3-1 contro il Kashiwa Reysol. Il 21 dicembre 2015 firma un contratto con l'Hannover 96, raggiungendo così i suoi compagni di Nazionale Hiroshi Kiyotake ed Hiroki Sakai in Bundesliga giocando però solo 6 partite. Nel 2016 tornerà a giocare per il Cerezo Osaka e vincerà l'edizione 2017 della Coppa dell'Imperatore segnando un gol con un rigore trasformato nella vittoria per 3-2 contro l'Albirex Niigata, e giocherà come titolare nella vittoria in finale contro lo Yokohama F. Marinos prevalendo per 2-1. Con questa vittoria accederà e vincerà l'edizione 2018 della Supercoppa del Giappone segnando una rete battendo per 3-2 il Kawasaki Frontale. Otterrà la vittoria dell'edizione 2017 del campionato giapponese segnando due gol, nelle partite vinte per contro l'Urawa Red e il Vegalta Sendai entrambe con il risultato di 4-2. Prenderà parte all'edizione 2018 della AFC Champions League, durante la partita finita in pareggio contro il Buriram United fornirà al suo compagno Kenyu Sugimoto l'assist vincente con cui quest'ultimo segnerà la rete del 2-2.

#### Vissel Kōbe
Nel 2019 gioca per il Vissel Kobe, segnando il suo primo gol per la squadra nella sconfitta per 2-1 contro l'Oita Trinita nella Coppa del Giappone. Segnerà una doppietta vincendo per 6-1 contro il Sagan Tosu. Vincerà l'edizione 2019 della Coppa dell'Imperatore segnando due gol, il primo vincendo per 3-2 contro il Kawasaki Frontale, e successivamente sarà autore della rete che deciderà la vittoria per 1-0 contro l'Oita Trinita, e in finale giocherà da titolare nella vittoria per 2-0 contro il Kawasaki Frontale. Questa vittoria garantirà non solo un posto all'edizione 2020 della Supercoppa del Giappone che si concluderà per 3-3 dove Yamaguchi segnerà un gol nel secondo tempo e che vedrà il Vissel Kobe prevalere ai rigori (Yamaguchi ha segnato proprio il rigore del 3-2 che ha consegnato la vittoria alla sua squadra) ma anche all'edizione 2020 del campionato continentale, dove ai quarti di finale contro il Suwon Samsung Bluewings la partita finirà sul 1-1 e ai rigori vincerà il Vissel Kobe per 7-6 e Yamaguchi segnerà un gol calciando dal dischetto, invece nella semifinale segnerà il gol del temporaneo vantaggio contro l'Ulsan Hyundai ma la squadra avversaria vincerà con una rimonta per 2-1 eliminando il Vissel Kobe. Il 25 novembre 2023, grazie alla vittoria casalinga per 2-1 del Vissel Kōbe contro il Nagoya Grampus, si aggiudica con una giornata di anticipo il primo campionato della sua carriera, così come il primo della storia per il club amaranto.

### Nazionale
Viene convocato con la nazionale giapponese Under-23 agli Asian Games ottenendo l'oro segnando il gol del 2-0 vincendo contro la Malaysia.
Fa parte della nazionale Olimpica che partecipa ai Giochi Olimpici di Londra 2012, nei quali ha esordito il 26 luglio nella partita vinta per 1-0 contro la Spagna, giocando tutte e sei le partite del torneo. Il 21 luglio 2013 ha esordito con la nazionale maggiore contro la Cina nella Coppa dell'Asia orientale pareggiando per 3-3, vincendo la competizione partecipando a tutte e tre le partite. Il 5 agosto 2015 ha segnato il suo primo gol con la rete del 1-1 su assist di Shū Kurata nel pareggio contro la Corea del Sud. È stato convocato per i Mondiali di Brasile 2014, nei quali ha giocato da titolare nelle prime 2 partite della fase a gironi, contro Costa d'Avorio e Grecia ed è subentrato al posto di Toshihiro Aoyama, contro la Colombia.
Il 6 ottobre 2016 è autore del gol del 2-1 vincendo contro l'Iraq, segnerà una rete anche nella sconfitta per 4-1 contro il Venezuela del 19 novembre 2019.

## Statistiche

### Presenze e reti nei club
Statistiche aggiornate all'8 dicembre 2024.
| Stagione            | Squadra             | Campionato          | Campionato | Campionato | Coppe nazionali | Coppe nazionali | Coppe nazionali | Coppe continentali | Coppe continentali | Coppe continentali | Altre coppe | Altre coppe | Altre coppe | Totale | Totale | Totale |
| Stagione            | Squadra             | Comp                | Pres       | Reti       | Comp            | Pres            | Reti            | Comp               | Pres               | Reti               | Comp        | Pres        | Reti        | Pres   | Reti   |        |
| ------------------- | ------------------- | ------------------- | ---------- | ---------- | --------------- | --------------- | --------------- | ------------------ | ------------------ | ------------------ | ----------- | ----------- | ----------- | ------ | ------ | ------ |
| 2009                | Cerezo Osaka        | J2                  | 3          | 0          | CG              | 0               | 0               | -                  | -                  | -                  | -           | -           | -           | 3      | 0      |        |
| 2010                | Cerezo Osaka        | J1                  | 2          | 0          | CG+CdL          | 0+2             | 0               | -                  | -                  | -                  | -           | -           | -           | 4      | 0      |        |
| 2011                | Cerezo Osaka        | J1                  | 17         | 1          | CG+CdL          | 4+0             | 0               | ACL                | 2                  | 0                  | -           | -           | -           | 23     | 1      |        |
| 2012                | Cerezo Osaka        | J1                  | 30         | 2          | CG+CdL          | 4+6             | 2+0             | -                  | -                  | -                  | -           | -           | -           | 40     | 4      |        |
| 2013                | Cerezo Osaka        | J1                  | 34         | 6          | CG+CdL          | 0+8             | 0+1             | -                  | -                  | -                  | -           | -           | -           | 42     | 7      |        |
| 2014                | Cerezo Osaka        | J1                  | 19         | 1          | CG+CdL          | 1+0             | 0               | ACL                | 8                  | 0                  | -           | -           | -           | 28     | 1      |        |
| 2015                | Cerezo Osaka        | J2                  | 35+2       | 1+0        | CG              | 0               | 0               | -                  | -                  | -                  | -           | -           | -           | 37     | 1      |        |
| gen.-giu. 2016      | Hannover 96         | BL                  | 6          | 0          | -               | -               | -               | -                  | -                  | -                  | -           | -           | -           | 6      | 0      |        |
| lug.-dic. 2016      | Cerezo Osaka        | J2                  | 20+2       | 1+0        | CG              | 1               | 0               | -                  | -                  | -                  | -           | -           | -           | 23     | 1      |        |
| 2017                | Cerezo Osaka        | J1                  | 32         | 2          | CG+CdL          | 5+2             | 1+0             | -                  | -                  | -                  | -           | -           | -           | 39     | 3      |        |
| 2018                | Cerezo Osaka        | J1                  | 33         | 0          | CG+CdL          | 1+1             | 0               | ACL                | 4                  | 0                  | SG          | 1           | 1           | 18     | 2      |        |
| Totale Cerezo Osaka | Totale Cerezo Osaka | Totale Cerezo Osaka | 229        | 14         |                 | 35              | 4               |                    | 14                 | 0                  |             | 1           | 1           | 279    | 19     |        |
| 2019                | Vissel Kōbe         | J1                  | 34         | 3          | CG+CdL          | 5+2             | 2+1             | -                  | -                  | -                  | -           | -           | -           | 41     | 6      |        |
| 2020                | Vissel Kōbe         | J1                  | 34         | 6          | CdL             | 1               | 0               | ACL                | 7                  | 1                  | SG          | 1           | 1           | 43     | 8      |        |
| 2021                | Vissel Kōbe         | J1                  | 32         | 5          | CG+CdL          | 3+8             | 0+1             | -                  | -                  | -                  | -           | -           | -           | 43     | 6      |        |
| 2022                | Vissel Kōbe         | J1                  | 33         | 2          | CG+CdL          | 3+2             | 0               | ACL                | 7                  | 0                  | -           | -           | -           | 45     | 2      |        |
| 2023                | Vissel Kōbe         | J1                  | 32         | 4          | CG+CdL          | 3+2             | 0               | -                  | -                  | -                  | -           | -           | -           | 37     | 4      |        |
| 2024                | Vissel Kōbe         | J1                  | 27         | 3          | CG+CdL          | 3+0             | 0               | ACL                | 2                  | 0                  | SG          | 1           | 0           | 33     | 3      |        |
| Totale Vissel Kōbe  | Totale Vissel Kōbe  | Totale Vissel Kōbe  | 192        | 23         |                 | 32              | 4               |                    | 16                 | 1                  |             | 2           | 1           | 242    | 29     |        |
| 2025                | V-Varen Nagasaki    | J2                  | 0          | 0          | CG+CdL          | 0               | 0               | -                  | -                  | -                  | -           | -           | -           | 0      | 0      |        |
| Totale carriera     | Totale carriera     | Totale carriera     | 427        | 37         |                 | 67              | 8               |                    | 30                 | 1                  |             | 3           | 2           | 527    | 48     |        |

### Cronologia presenze e reti in nazionale
| Cronologia completa delle presenze e delle reti in nazionale ― Giappone | Cronologia completa delle presenze e delle reti in nazionale ― Giappone | Cronologia completa delle presenze e delle reti in nazionale ― Giappone | Cronologia completa delle presenze e delle reti in nazionale ― Giappone | Cronologia completa delle presenze e delle reti in nazionale ― Giappone | Cronologia completa delle presenze e delle reti in nazionale ― Giappone | Cronologia completa delle presenze e delle reti in nazionale ― Giappone | Cronologia completa delle presenze e delle reti in nazionale ― Giappone |
| Data                                                                    | Città                                                                   | In casa                                                                 | Risultato                                                               | Ospiti                                                                  | Competizione                                                            | Reti                                                                    | Note                                                                    |
| ----------------------------------------------------------------------- | ----------------------------------------------------------------------- | ----------------------------------------------------------------------- | ----------------------------------------------------------------------- | ----------------------------------------------------------------------- | ----------------------------------------------------------------------- | ----------------------------------------------------------------------- | ----------------------------------------------------------------------- |
| 21-7-2013                                                               | Seul                                                                    | Giappone                                                                | 3 – 3                                                                   | Cina                                                                    | Coppa dell'Asia orientale 2013                                          | -                                                                       |                                                                         |
| 25-7-2013                                                               | Hwaseong                                                                | Giappone                                                                | 3 – 2                                                                   | Australia                                                               | Coppa dell'Asia orientale 2013                                          | -                                                                       | 61’                                                                     |
| 28-7-2013                                                               | Seul                                                                    | Corea del Sud                                                           | 1 – 2                                                                   | Giappone                                                                | Coppa dell'Asia orientale 2013                                          | -                                                                       |                                                                         |
| 14-8-2013                                                               | Rifu                                                                    | Giappone                                                                | 2 – 4                                                                   | Uruguay                                                                 | Amichevole                                                              | -                                                                       | 75’                                                                     |
| 10-9-2013                                                               | Yokohama                                                                | Giappone                                                                | 3 – 1                                                                   | Ghana                                                                   | Amichevole                                                              | -                                                                       | 82’                                                                     |
| 15-10-2013                                                              | Zhodino                                                                 | Bielorussia                                                             | 1 – 0                                                                   | Giappone                                                                | Amichevole                                                              | -                                                                       | 69’                                                                     |
| 16-11-2013                                                              | Genk                                                                    | Giappone                                                                | 2 – 2                                                                   | Paesi Bassi                                                             | Amichevole                                                              | -                                                                       |                                                                         |
| 19-11-2013                                                              | Bruxelles                                                               | Belgio                                                                  | 2 – 3                                                                   | Giappone                                                                | Amichevole                                                              | -                                                                       | 46’                                                                     |
| 5-3-2014                                                                | Tokyo                                                                   | Giappone                                                                | 4 – 2                                                                   | Nuova Zelanda                                                           | Amichevole                                                              | -                                                                       | 46’                                                                     |
| 27-5-2014                                                               | Saitama                                                                 | Giappone                                                                | 1 – 0                                                                   | Cipro                                                                   | Amichevole                                                              | -                                                                       |                                                                         |
| 3-6-2014                                                                | Tampa                                                                   | Costa Rica                                                              | 1 – 3                                                                   | Giappone                                                                | Amichevole                                                              | -                                                                       |                                                                         |
| 7-6-2014                                                                | Tampa                                                                   | Giappone                                                                | 4 – 3                                                                   | Zambia                                                                  | Amichevole                                                              | -                                                                       |                                                                         |
| 15-6-2014                                                               | Recife                                                                  | Costa d'Avorio                                                          | 2 – 1                                                                   | Giappone                                                                | Mondiali 2014 - 1º turno                                                | -                                                                       |                                                                         |
| 20-6-2014                                                               | Ceará-Mirim                                                             | Giappone                                                                | 0 – 0                                                                   | Grecia                                                                  | Mondiali 2014 - 1º turno                                                | -                                                                       |                                                                         |
| 24-6-2014                                                               | Cuiabá                                                                  | Giappone                                                                | 1 – 4                                                                   | Colombia                                                                | Mondiali 2014 - 1º turno                                                | -                                                                       | 62’                                                                     |
| 27-3-2015                                                               | Oita                                                                    | Giappone                                                                | 2 – 0                                                                   | Tunisia                                                                 | Amichevole                                                              | -                                                                       | 84’                                                                     |
| 11-6-2015                                                               | Yokohama                                                                | Giappone                                                                | 4 – 0                                                                   | Iraq                                                                    | Amichevole                                                              | -                                                                       | 85’                                                                     |
| 2-8-2015                                                                | Wuhan                                                                   | Corea del Nord                                                          | 2 – 1                                                                   | Giappone                                                                | Coppa dell'Asia orientale 2015                                          | -                                                                       |                                                                         |
| 5-8-2015                                                                | Wuhan                                                                   | Giappone                                                                | 1 – 1                                                                   | Corea del Sud                                                           | Coppa dell'Asia orientale 2015                                          | 1                                                                       |                                                                         |
| 9-8-2015                                                                | Wuhan                                                                   | Cina                                                                    | 1 – 1                                                                   | Giappone                                                                | Coppa dell'Asia orientale 2015                                          | -                                                                       |                                                                         |
| 3-9-2015                                                                | Tokyo                                                                   | Giappone                                                                | 3 – 0                                                                   | Cambogia                                                                | Qual. Mondiali 2018                                                     | -                                                                       |                                                                         |
| 8-9-2015                                                                | Teheran                                                                 | Afghanistan                                                             | 0 – 6                                                                   | Giappone                                                                | Qual. Mondiali 2018                                                     | -                                                                       |                                                                         |
| 8-10-2015                                                               | Mascate                                                                 | Siria                                                                   | 0 – 3                                                                   | Giappone                                                                | Qual. Mondiali 2018                                                     | -                                                                       |                                                                         |
| 17-11-2015                                                              | Phnom Penh                                                              | Cambogia                                                                | 0 – 2                                                                   | Giappone                                                                | Qual. Mondiali 2018                                                     | -                                                                       | 57’                                                                     |
| 29-3-2016                                                               | Saitama                                                                 | Giappone                                                                | 5 – 0                                                                   | Siria                                                                   | Qual. Mondiali 2018                                                     | -                                                                       | 58’                                                                     |
| 6-9-2016                                                                | Bangkok                                                                 | Thailandia                                                              | 0 – 2                                                                   | Giappone                                                                | Qual. Mondiali 2018                                                     | -                                                                       |                                                                         |
| 6-10-2016                                                               | Saitama                                                                 | Giappone                                                                | 2 – 1                                                                   | Iraq                                                                    | Qual. Mondiali 2018                                                     | 1                                                                       | 67’                                                                     |
| 11-10-2016                                                              | Melbourne                                                               | Australia                                                               | 1 – 1                                                                   | Giappone                                                                | Qual. Mondiali 2018                                                     | -                                                                       |                                                                         |
| 11-11-2016                                                              | Kashima                                                                 | Giappone                                                                | 4 – 0                                                                   | Oman                                                                    | Amichevole                                                              | -                                                                       |                                                                         |
| 15-11-2016                                                              | Tokyo                                                                   | Giappone                                                                | 2 – 1                                                                   | Arabia Saudita                                                          | Qual. Mondiali 2018                                                     | -                                                                       |                                                                         |
| 23-3-2017                                                               | Al Ain                                                                  | Emirati Arabi Uniti                                                     | 0 – 2                                                                   | Giappone                                                                | Qual. Mondiali 2018                                                     | -                                                                       |                                                                         |
| 28-3-2017                                                               | Saitama                                                                 | Giappone                                                                | 4 – 0                                                                   | Thailandia                                                              | Qual. Mondiali 2018                                                     | -                                                                       |                                                                         |
| 7-6-2017                                                                | Chōfu                                                                   | Giappone                                                                | 1 – 1                                                                   | Siria                                                                   | Amichevole                                                              | -                                                                       | 53’                                                                     |
| 31-8-2017                                                               | Saitama                                                                 | Giappone                                                                | 2 – 0                                                                   | Australia                                                               | Qual. Mondiali 2018                                                     | -                                                                       |                                                                         |
| 5-9-2017                                                                | Gedda                                                                   | Arabia Saudita                                                          | 1 – 0                                                                   | Giappone                                                                | Qual. Mondiali 2018                                                     | -                                                                       |                                                                         |
| 6-10-2017                                                               | Toyota                                                                  | Giappone                                                                | 2 – 1                                                                   | Nuova Zelanda                                                           | Amichevole                                                              | -                                                                       | 90+4’                                                                   |
| 10-11-2017                                                              | Villeneuve-d'Ascq                                                       | Giappone                                                                | 1 – 3                                                                   | Brasile                                                                 | Amichevole                                                              | -                                                                       |                                                                         |
| 14-11-2017                                                              | Bruges                                                                  | Belgio                                                                  | 1 – 0                                                                   | Giappone                                                                | Amichevole                                                              | -                                                                       |                                                                         |
| 23-3-2018                                                               | Liegi                                                                   | Giappone                                                                | 1 – 1                                                                   | Mali                                                                    | Amichevole                                                              | -                                                                       | 34’                                                                     |
| 27-3-2018                                                               | Liegi                                                                   | Giappone                                                                | 1 – 2                                                                   | Ucraina                                                                 | Amichevole                                                              | -                                                                       |                                                                         |
| 30-5-2018                                                               | Yokohama                                                                | Giappone                                                                | 0 – 2                                                                   | Ghana                                                                   | Amichevole                                                              | -                                                                       | 60’                                                                     |
| 12-6-2018                                                               | Innsbruck                                                               | Giappone                                                                | 4 – 2                                                                   | Paraguay                                                                | Amichevole                                                              | -                                                                       | cap.                                                                    |
| 19-06-2018                                                              | Saransk                                                                 | Colombia                                                                | 1 – 2                                                                   | Giappone                                                                | Mondiali 2018 - 1º turno                                                | -                                                                       | 80’                                                                     |
| 28-6-2018                                                               | Volgograd                                                               | Giappone                                                                | 0 – 1                                                                   | Polonia                                                                 | Mondiali 2018 - 1º turno                                                | -                                                                       |                                                                         |
| 2-7-2018                                                                | Rostov sul Don                                                          | Belgio                                                                  | 3 – 2                                                                   | Giappone                                                                | Mondiali 2018 - Ottavi di finale                                        | -                                                                       | 81’                                                                     |
| 22-3-2019                                                               | Yokohama                                                                | Giappone                                                                | 0 – 1                                                                   | Colombia                                                                | Amichevole                                                              | -                                                                       | 71’                                                                     |
| 14-11-2019                                                              | Biškek                                                                  | Kirghizistan                                                            | 0 – 2                                                                   | Giappone                                                                | Qual. Mondiali 2022                                                     | -                                                                       | 78’                                                                     |
| 19-11-2019                                                              | Suita                                                                   | Giappone                                                                | 1 – 4                                                                   | Venezuela                                                               | Amichevole                                                              | 1                                                                       | 65’                                                                     |
| Totale                                                                  |                                                                         | Presenze                                                                | 48                                                                      |                                                                         | Reti                                                                    | 3                                                                       |                                                                         |

| Cronologia completa delle presenze e delle reti in nazionale ― Giappone Olimpica | Cronologia completa delle presenze e delle reti in nazionale ― Giappone Olimpica | Cronologia completa delle presenze e delle reti in nazionale ― Giappone Olimpica | Cronologia completa delle presenze e delle reti in nazionale ― Giappone Olimpica | Cronologia completa delle presenze e delle reti in nazionale ― Giappone Olimpica | Cronologia completa delle presenze e delle reti in nazionale ― Giappone Olimpica | Cronologia completa delle presenze e delle reti in nazionale ― Giappone Olimpica | Cronologia completa delle presenze e delle reti in nazionale ― Giappone Olimpica |
| Data                                                                             | Città                                                                            | In casa                                                                          | Risultato                                                                        | Ospiti                                                                           | Competizione                                                                     | Reti                                                                             | Note                                                                             |
| -------------------------------------------------------------------------------- | -------------------------------------------------------------------------------- | -------------------------------------------------------------------------------- | -------------------------------------------------------------------------------- | -------------------------------------------------------------------------------- | -------------------------------------------------------------------------------- | -------------------------------------------------------------------------------- | -------------------------------------------------------------------------------- |
| 26-7-2012                                                                        | Glasgow                                                                          | Spagna                                                                           | 0 – 1                                                                            | Giappone                                                                         | Olimpiadi 2012 - 1º turno                                                        | -                                                                                |                                                                                  |
| 29-7-2012                                                                        | Newcastle                                                                        | Giappone                                                                         | 1 – 0                                                                            | Marocco                                                                          | Olimpiadi 2012 - 1º turno                                                        | -                                                                                |                                                                                  |
| 1-8-2012                                                                         | Coventry                                                                         | Giappone                                                                         | 0 – 0                                                                            | Honduras                                                                         | Olimpiadi 2012 - 1º turno                                                        | -                                                                                |                                                                                  |
| 4-8-2012                                                                         | Manchester                                                                       | Giappone                                                                         | 3 – 0                                                                            | Egitto                                                                           | Olimpiadi 2012 - Quarti di finale                                                | -                                                                                |                                                                                  |
| 7-8-2012                                                                         | Londra                                                                           | Messico                                                                          | 3 – 1                                                                            | Giappone                                                                         | Olimpiadi 2012 - Semifinale                                                      | -                                                                                |                                                                                  |
| 10-8-2012                                                                        | Cardiff                                                                          | Corea del Sud                                                                    | 2 – 0                                                                            | Giappone                                                                         | Olimpiadi 2012 - Finale 3º posto                                                 | -                                                                                |                                                                                  |
| Totale                                                                           |                                                                                  | Presenze                                                                         | 6                                                                                |                                                                                  | Reti                                                                             | 0                                                                                |                                                                                  |

## Palmarès

### Club

#### Competizioni nazionali
- Coppa J. League: 1

Cerezo Osaka: 2017
- Coppa dell'Imperatore: 3

Cerezo Osaka: 2017
Vissel Kōbe: 2019, 2024
- Supercoppa del Giappone: 2

Cerezo Osaka: 2018
Vissel Kōbe: 2020
- Campionato giapponese: 2

Vissel Kōbe: 2023, 2024

### Nazionale
- Giochi asiatici

2010
- Coppa dell'Asia orientale: 1

2013

### Individuale
- Miglior giocatore della Coppa dell'Asia orientale: 1

2013
- Squadra del campionato giapponese: 3

2013, 2017, 2023
- Premio Fair-Play del campionato giapponese: 1

2020